# Krupionka
Krupionka (inna nazwa: Krupianka) – struga w Polsce, w województwie mazowieckim, w powiecie mławskim, w gminie Lipowiec Kościelny. Prawy dopływ Mławki.
Długość cieku wynosi 7,246 km (lub 7,21 km). Źródło znajduje się na wysokości 144,0 m n.p.m., a ujście do Mławki na wysokości 127,5 m n.p.m. Przepływa przez tereny wsi lub ich okolic: Kęczewo, Lipowiec Kościelny, Wola Kęczewska, Turza Wielka i Turza Mała. Leży na terenie Zieluńsko-Rzęgnowskiego Obszaru Chronionego Krajobrazu.
Zgodnie z badaniem z 2007 roku strudze przyznano IV klasę jakości wód. Ciek na całej swojej długości jest uregulowany. Wśród budowli regulacyjnych występują 4 stopnie i 2 jazy.